# Армія Чорного прапора

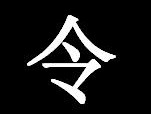

Армія Чорного прапора (кит. трад. 黑旗軍, спр. 黑旗军, піньїнь: Hēiqí Jūn, в'єт. Quân cờ đen) — воєнізоване (за іншою версією — бандитське) формування, що складалося з етнічних чжуанів, котрі проживали на кордоні Китаю (провінція Гуансі) та В'єтнаму\Аннаму (Верхній Тонкін) у 1865—1885 рр. Вони, як вихідці з тайського народу, брали участь у боях на боці китайців та в'єтів з французькими колоніальними військами в Індокитаї. Проте ні ті, ні інші не були вихідцями зі земель їхнього етнічного розселення й усі три формально були представниками окупаційної влади, проте чжуани віддавали перевагу азіатам.
Назва походить від того, що генерал Лю Юнфу використовував чорні прапори та символіку.

## Зародження
Після поразки тайпінів союзний їм чжуанський генерал Лю Юнфу, який відтоді став бандитом разом із загоном релігійної секти тяньбіхуй (200 чол.) через переслідування відбіг на південь у В'єтнам та став називати себе Армією Чорного прапора.
Чорні прапори були корисні в'єтнамському двору, допомогли придушити корінні племена, що розселялися на межі Червоної та Чорної річок, за що Лю Юнфу удостоїли офіційного військового титулу. До того ж, В'єтнам дозволив їм збирати податки на цих територіях; вигода була такою, що до армії Чорного прапора збігалися авантюристи з усього світу. Значною мірою солдати удачі з США та Європи, котрі знищили Тайпінське Небесне Царство. Їхній досвід став причиною того, що банда перетворилася на грізну збройну силу.
Європейські судна при переправі через Червону ріку супроводжувала французька армія, це привело до сутичок між ними та Армією Чорного прапора, котру підтримували китайські та в'єтнамські урядові війська.

## Бойові дії
У лютому 1873 після маршу під великим чорним прапором війська перемогли французьку ескадру й закололи на смерть морського офіцера Френсіса Граньйо. Французьке населення було приголомшено жорстокістю аборигенів.
Через десять років під час битви за Паперовий міст був знищений інший французький офіцер Анрі Рів'єр.
Однак на цьому успіхи Армії Чорного Прапора закінчилися. Адмірал Франції Амеде Курбе розбив їх під час взяття Шонтея. Більшість солдат загинули, а потужність армії підірвалась.
Тим не менш, ті, кому вдалось вижити, тримали оборону Хоамок упродовж 15 місяців. Після поразки 1885 року перестали воювати.
Востаннє задокументовані 1887 року, під час грабунку Луангпрабангу.